# Kansas City-Omaha Kings 1974-1975
La stagione 1974-75 dei Kansas City-Omaha Kings fu la 26ª nella NBA per la franchigia.
I Kansas City-Omaha Kings arrivarono secondi nella Midwest Division con un record di 44-38. Nei play-off persero la semifinale di conference con i Chicago Bulls (4-2).

## Roster
| N° | Naz.                   | Ruolo | Sportivo       | Anno | Alt. | Peso |
| -- | ---------------------- | ----- | -------------- | ---- | ---- | ---- |
| 1  | Stati Uniti (bandiera) | G     | Nate Archibald | 1948 | 185  | 68   |
| 5  | Stati Uniti (bandiera) | G     | Rick Adelman   | 1946 | 185  | 79   |
| 10 | Stati Uniti (bandiera) | G     | Mike D'Antoni  | 1951 | 191  | 84   |
| 11 | Stati Uniti (bandiera) | AC    | Ron Behagen    | 1951 | 206  | 84   |
| 15 | Stati Uniti (bandiera) | GA    | Scott Wedman   | 1952 | 201  | 98   |
| 21 | Stati Uniti (bandiera) | A     | Don Kojis      | 1939 | 191  | 92   |
| 22 | Stati Uniti (bandiera) | GA    | Nate Williams  | 1950 | 196  | 98   |
| 23 | Stati Uniti (bandiera) | A     | Don May        | 1946 | 193  | 91   |
| 24 | Stati Uniti (bandiera) | G     | Jimmy Walker   | 1944 | 191  | 88   |
| 31 | Stati Uniti (bandiera) | AC    | Larry McNeill  | 1951 | 206  | 88   |
| 33 | Stati Uniti (bandiera) | A     | Ken Durrett    | 1948 | 201  | 86   |
| 33 | Stati Uniti (bandiera) | A     | Ollie Johnson  | 1949 | 198  | 91   |
| 44 | Stati Uniti (bandiera) | C     | Sam Lacey      | 1948 | 208  | 107  |
| 55 | Stati Uniti (bandiera) | C     | Len Kosmalski  | 1951 | 213  | 111  |

## Staff tecnico
- Allenatore: Phil Johnson
- Vice-allenatore: Dan Sparks
- Preparatore atletico: Bill Jones